# Равенс, Карл
Карл Ра́венс (нем. Karl Ravens; 29 июня 1927 — 8 сентября 2017) — немецкий политик, министр строительства в правительстве Гельмута Шмидта.

## Образование, работа и личная жизнь
В 1941 году, сразу после окончании начальной школы, Карл Равенс начинает осваивать специальность авиастроителя, в 1944 году сдаёт квалификационный экзамен. В 1944—1945 работал в Имперской службе труда, в конце войны успел послужить в люфтваффе. После войны в 1946—1948 годах переквалифицировался на автослесаря. В 1952-1961 годах работал стажёром инструктора на автозаводе Borgward.
Карл Равенс жил в Ахиме, был женат, у него взрослый сын.

## Партийная принадлежность и депутатская карьера
Член СДПГ с 1950 года. В 1979—1984 годах являлся председателем нижнесаксонского представительства партии. С 1976 по 1984 год входил в состав членов земельного правления от СДПГ. На региональных выборах в 1978 и в 1982 годах считался наиболее вероятным кандидатом на пост премьер-министра Нижней Саксонии, но оба раза проигрывал представителю ХДС Эрнсту Альбрехту.
С 1961 года и вплоть до сложения с себя мандата Равенс был депутатом бундестага. В 1968—1969 годах входил в состав правления фракции СДПГ. В бундестаге Равенс, как правило, представлял избирательный округ Ферден — Ротенбург — Остерхольц, лишь однажды, в 1965 году, проходил по избирательным спискам земли Нижняя Саксония.
С 1978 по 1990 год — был членом нижнесаксонского ландтага. Здесь он возглавлял фракцию СДПГ на протяжении с 1978 по 1986 год. А с 1986 по 1990 год являлся вице-президентом парламента Нижней Саксонии.

## Государственные должности
С 1969 по 1972 год служил парламентским статс-секретарём при федеральном министре городского развития и жилищного строительства.
16 мая 1974 года был приглашён в состав федерального правительства нового канцлера Гельмута Шмидта, на пост министра регионального планирования, строительства и городского развития. 16 февраля 1978 года ушёл в отставку.

## Общественные должности
С 1979 по 1991 год Карл Равенс был членом синода Евангелической церкви Германии. С 1980 по 2003 — президент Германской ассоциации регионального планирования, строительства и городского развития.

## Награды
- Орден «За заслуги перед ФРГ», офицерский крест.
- Орден «За заслуги перед ФРГ», большой крест со звездой и плечевой лентой.
- Медаль земли Нижняя Саксония. Наивысшая земельная награда.[6][7]